# My Boo
Singles par Usher
Confessions Part. II
(2004) Caught Up
(2004)
Singles par Alicia Keys
Karma
(2004) Unbreakable
(2005)
My Boo est le quatrième single de l'album Confessions d'Usher en duo avec Alicia Keys. Usher a entièrement écrit les paroles et Jermaine Dupri produit le titre.
My Boo figure dans l'édition spéciale de Confessions en titre bonus avec 4 autres chansons (Confessions, Red Light, Seduction et Confessions Part. II Remix).
À l'origine Usher l'avait enregistrée avec une jeune chanteuse, Kortney Kaycee Leveringston, la version est disponible sur le net présentée comme un duo avec Beyonce ou Solange. Mais Jermaine Dupri, le producteur de la chanson, proposa la version avec Alicia Keys avec qui il entretient d'excellents rapports depuis très longtemps. Cela dit la version avec Kortney Kaycee Leveringston était disponible en téléchargement sur beaucoup de sites de piratages.
Le videoclip, tourné en mai 2004. en à New York, montre comment un homme (Usher) et une femme (Alicia Keys) se retrouvent plusieurs années plus tard alors qu'ils étaient encore de jeunes enfants. Le clip commence par un court instant de la chanson Bad Girl d'Usher qui figure aussi dans l'album Confessions et qui est, en fait, un simple videoclip qu'Usher regarde puis éteint avant que le « vrai » clip commence. On voit alors Alicia Keys qui se regarde dans un miroir où la pochette de son album The Diary of Alicia Keys reflète. Les deux amoureux finissent par se retrouver au milieu de Time Square en plein New York.

## Classements et certifications
| Classement (2004-2005)                  | Meilleure position |
| --------------------------------------- | ------------------ |
| Allemagne (Media Control AG)            | 4                  |
| Autriche (Ö3 Austria Top 40)            | 29                 |
| Belgique (Flandre Ultratop 50 Singles)  | 21                 |
| Belgique (Wallonie Ultratop 50 Singles) | 24                 |
| États-Unis (Hot 100)                    | 1                  |
| États-Unis (R&B/Hip-Hop Songs)          | 1                  |
| États-Unis (Pop Airplay)                | 2                  |
| Finlande (Suomen virallinen lista)      | 14                 |
| France (SNEP)                           | 19                 |
| Irlande (IRMA)                          | 7                  |
| Pays-Bas (Single Top 100)               | 6                  |
| Norvège (VG-lista)                      | 4                  |
| Royaume-Uni (UK Singles Chart)          | 5                  |
| Suède (Sverigetopplistan)               | 18                 |
| Suisse (Schweizer Hitparade)            | 3                  |

| Classement (2004)              | Position |
| ------------------------------ | -------- |
| Pays-Bas                       | 94       |
| Suisse                         | 57       |
| États-Unis (Hot 100)           | 24       |
| États-Unis (R&B/Hip-Hop Songs) | 28       |
| Classement (2005)              | Position |
| Suisse                         | 69       |
| États-Unis (Hot 100)           | 54       |
| États-Unis (R&B/Hip-Hop Songs) | 35       |

| Classement (2000-2009)         | Position |
| ------------------------------ | -------- |
| États-Unis (Hot 100)           | 36       |
| États-Unis (R&B/Hip-Hop Songs) | 77       |

| Pays       | Certification |
| ---------- | ------------- |
| États-Unis | Platine       |

## Liste des pistes
| Royaume-Uni CD 1 1. My Boo 2. "Confessions Part. II 3. "Confessions Part. II (Remix) 4. "Confessions Part. II | Royaume-Uni CD 2 1. My Boo 2. Confessions Part. II (Album Version) 3. Confessions Part. II (Remix) 4. Confessions |

| US 12" Single 1. My Boo - Main 3:44 2. My Boo - Instrumental 3:44 3. My Boo - Main 3:44 4. My Boo - Instrumental 3:44 |